# Thomas Friedman

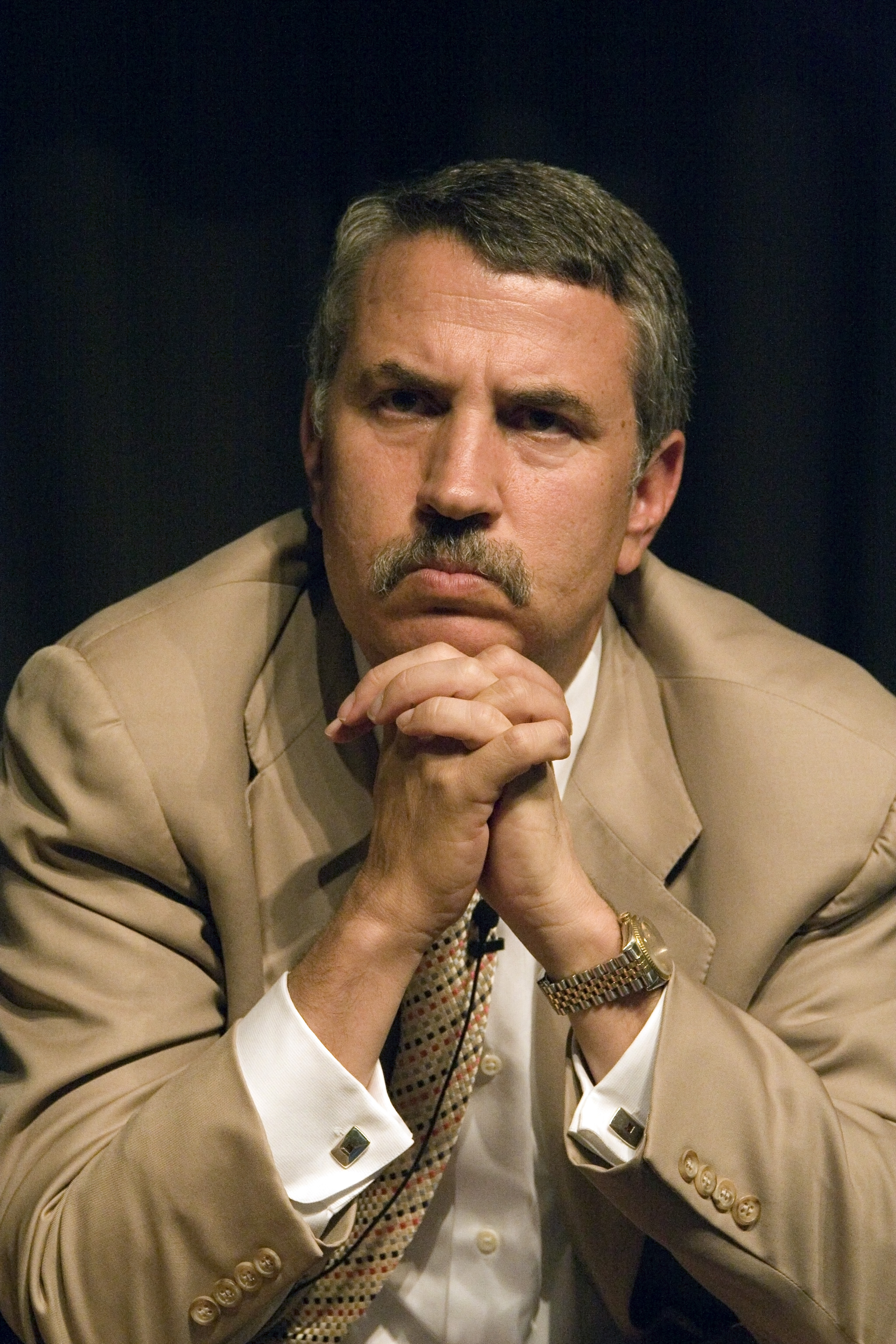
Thomas Friedman

Thomas Loren Friedman (născut pe 20 iulie 1953) este un jurnalist american, editorialist și scriitor. Scrie editoriale de două ori pe săptămână pentru The New York Times, este autorul mai multor cărți pe tema afacerilor externe, a globalizării, a Orientului mijlociu și a mediului și este câștigătorul a trei premii Pulitzer.

## Viața personală
Thomas Friedman s-a născut în Saint Louis Park, statul Minnesota, o suburbie din Minneapolis. A urmat școala evreică cinci zile pe săptămână, până a devenit bar mitzvah , la 13 ani, apoi și-a continuat studiile la liceul St. Louis Park, unde scria articole pentru ziarul școlii.
S-a îndrăgostit de Israel după o vizită în decembrie 1968, după care și-a petrecut toate vacanțele de vară ca student la kibuțul Hahotrim, lângă Haifa . Și-a caracterizat anii de studenție ca ”o mare celebrare a victoriei Israelului în Războiul de Șaizeci de zile”.
După absolvire, Friedman a studiat la Universitatea din Minnesota doi ani, după care s-a transferat la Universitatea Brandeis. În 1975, Friedman a primit o diplomă pentru studii mediteraneene de la Universitatea Brandeis. Cu ajutorul unei burse Marshall, a urmat cursurile Facultății St. Anthony din cadrul Universității Oxford, dobândind apoi un doctorat în studii despre Orientul Mijlociu. Dintre profesorii săi, Thomas Friedman îl amintește pe Albert Hourani ca fiind printre cei care l-au influențat cel mai mult.
Thomas Friedman este căsătorit cu Ann Bucksbaum, absolventă a Universității Stanford si a London School of Economics , fiica lui Matthew Bucksbaum, cel care a fost președintele General Growth Propertis, un gigant în industria imobiliară. GGP a dat faliment în aprilie 2009, după încercări nereușite de a ajunge la înțelegere cu creditorii.
Ann și Thomas Friedman locuiesc în Bethesda, Maryland, suburbie a Washington, D.C. Au două fiice: Orly (născută în 1985) și Natalie (născută în 1988). Ambele au fost născute  în Israel, pe vremea când Friedman lucra pentru The New York Times, ca și corespondent. Thomas Friedman a dedicat multe dintre cărțile scrise de el fiicelor lui.

## Carieră
Friedman a început lucrul la biroul din Londra a United Press International după ce a obținut diploma de master. Un an mai târziu, a fost strămutat la Beirut, unde a rămas să lucreze până în 1981. A fost apoi angajat de The New York Times ca reporter, apoi mutat cu serviciul înapoi la Beirut, după invazia din 1982 a Libanului de către Israel. Reportajele de pe front, mai ales cele despre masacrele din Sabra si Shatila, i-au adus lui Thomas Friedman premiul Pulitzer pentru Reportaje Internaționale. Alături de David K. Shipler, a câștigat în 1982 premiul George Polk pentru Reportaje Străine.
Thomas Friedman a fost trimis cu serviciul la Ierusalem între 1984 și 1988 și a primul un al doilea premiu Pulitzer pentru relatările sale despre prima Intifadă palestiniană. În cartea sa, ”De la Beirut la Ierusalem”, Friedman descrie pe larg experiențele sale în Orientul Mijlociu.
După alegerea lui Bill Clinton în 1992 la președinția S.U.A., Friedman a devenit corespondent la Casa Albă pentru ziarul Times. În 1994, a început să scrie mai mult despre politicile externe și economie, iar anul următor deja scria editoriale pentru The New York Times, tot pe tema afacerilor externe.
În 2002, Friedman a câștigat al treilea premiu Pulitzer pentru Comentariu, ”pentru claritatea viziunii, bazată pe reportaje ample, în comentariile despre impactul amenințărilor teroriste asupra lumii întregi”.
În februarie 2002, Friedman l-a întâlnit pe Prințul Abdullah al Arabiei Saudite, pe care l-a încurajat personal să încerce să pună capăt conflictului arabo-israelian și să normalizeze relațiile cu Israel. Prințul Abdullah a propus Inițiativa Arabă de Pace în cadrul Summitului de la Beirut, în luna martie a aceluiași an, inițiativă pe care Thomas Friedman a susținut-o fără rezerve.
Din 2004, Friedman este deținătorul premiului Overseas Press Club pentru realizările sale de-o viață si a fost numit Cavaler al Imperiului Britanic de către Regina Elisabeta a II-a.

### Premii Pulitzer
Thomas Friedman a câștigat trei premii Pulitzer:
- 1983 - pentru relatările sale despre războiul din Liban
- 1988 - pentru reportajele din Israel
- 2002 - pentru articolele sale despre impactul amenințării teroriste asupra lumii

Din 2004, Friedman este un membru al juriului pentru premiile Pulitzer.

## Opinii și atitudini

### Despre globalizare
Primele sale idei despre globalizare și le-a transpus în cartea sa publicată în 1999, ”Lexus și măslinul”. În 2004, după o vizită la Bangalore, în India, și în Dalian, din China, Thomas Friedman și-a nuanțat viziunea asupra globalizării, a forțelor din spatele acestui proces și a direcției în care merg lucrurile, pe care a descris-o în cartea ”Lumea e plată”.
Una dintre tezele lui Friedman este că țările individuale trebuie să-și sacrifice un anumit grad de suveranitate în favoarea instituțiilor globale (precum piețele de capital sau corporațiile multinaționale), o situație pe care el a denumit-o ”cămașă de forță de aur”.
În timp ce Friedman este un avocat al globalizării, scoate de asemenea în evidență (în ”Lexus și măslinul”) nevoia unei țări de a-și conserva tradițiile locale, proces pe care-l numește ”glocalizare”, un termen deja folosit de mulți dintre teoreticienii antropologiei sociale.
Friedman este de părere că America are nevoie să devină mai puțin dependentă din punct de vedere energetic și să se concentreze pe dezvoltarea unor tehnologii compatibile cu protecția mediului. Autorul crede că astfel conducătorii autoritari din Orientul Mijlociu ar putea fi înlăturați, prin devalorizarea rezervelor de petrol. Aceasta este cea mai bună cale de a semăna stabilitate și modernizare într-o regiune autocratică și teocratică cum este Orientul Mijlociu, susține scriitorul. Friedman argumentează că independența energetică a Americii ar putea întări economia americană, care s-ar putea concentra pe anumite produse naționale (biodiesel, în exemplul său), ceea ce poate scădea tensiunile mondiale cauzate de cererea de energie, aflată în creștere rapidă datorită expansiunii unor țări precum India și China.